# Carcinoma nasofaringeo
Il carcinoma nasofaringeo o carcinoma rinofaringeo (NPC) è la forma di tumore più comune a carico della faringe. La sede più comune è la parte postero-laterale o faringea (fossa di Rosenmüller), che ospita il tumore nel 50% dei casi. Può presentarsi sia nei bambini che in fase adulta. L'NPC differisce significativamente da altri tumori della testa e del collo nella sua comparsa, cause, comportamento clinico e trattamento. È molto più comune in certe regioni dell'Asia orientale e dell'Africa che altrove, per via di fattori virali, dietetici e genetici. È più comune nei maschi. È un carcinoma a cellule squamose di tipo indifferenziato. Le cellule epiteliali squamose sono un tipo di cellula piatto che si trova nella pelle e nelle membrane che rivestono alcune cavità del corpo.

## Segni e Sintomi
Il gonfiore dei linfonodi nel collo è il sintomo iniziale in molte persone e la diagnosi di NPC viene spesso effettuata mediante biopsia dei linfonodi. Segni e sintomi correlati al tumore primitivo comprendono trisma, dolore, otite media, rigurgito nasale dovuto a paresi (perdita o movimento alterato) del palato molle, perdita dell'udito e paralisi del nervo cranico (paralisi). Masse tumorali più grandi possono produrre ostruzione nasale o epistassi. La diffusione metastatica può causare dolore osseo o disfunzione d'organo. Raramente, una sindrome paraneoplastica da osteoartropatia (malattie delle articolazioni e delle ossa) può verificarsi con una malattia diffusa.

## Cause
L'NPC è causata da una combinazione di fattori: virali, influenze ambientali ed ereditarietà. L'influenza virale è associata all'infezione con il virus Epstein-Barr (EBV). Il virus Epstein-Barr è uno dei virus più comuni infatti il 95% di tutte le persone negli Stati Uniti sono esposte a questo virus tra i 30 e i 40 anni. L'Organizzazione Mondiale della Sanità non ha fissato misure preventive per questo virus perché è troppo diffuso in tutto il mondo. Molto raramente il virus Epstein-Barr porta al cancro, il che suggerisce una varietà di fattori influenzanti. Altre cause probabili includono suscettibilità genetica, consumo di cibo (in particolare pesce salato) contenente nitrosammine cancerogene volatili. Varie mutazioni geniche che attivano la segnalazione NF-κB sono state identificate in quasi la metà dei casi di NPC investigati.
L'associazione tra virus di Epstein-Barr e carcinoma nasofaringeo è inequivocabile nei tumori di tipo II e III ma meno consolidata per l'NPC di tipo I (WHO-I), dove la valutazione preliminare ha suggerito che il papillomavirus umano (HPV) sia l'infezione associata. Il DNA di Epstein-Barr è stato rilevato nei campioni di plasma sanguigno del 96% dei pazienti con NPC non cheratinizzante, rispetto a solo il 7% nei casi di controllo. La rilevazione dell'antigene nucleare associato al virus di Epstein-Barr (EBNA) e del DNA virale in NPC di tipo 2 e 3, ha rivelato che l'EBV può infettare le cellule epiteliali ed è associato alla loro trasformazione. La causa dell'NPC (in particolare la forma endemica) sembra seguire un processo a più fasi, in cui Epstein-Barr, background etnico e cancerogeni ambientali sembrano avere un ruolo importante. Ancora più importante, i livelli di DNA dell'Epstein-Barr sembrano essere correlati alla risposta al trattamento e possono predire la recidiva della malattia, suggerendo che questo potrebbe essere un indicatore indipendente della prognosi. Il meccanismo mediante il quale l'EBV altera le cellule nasofaringee è stato chiarito per fornire un obiettivo terapeutico razionale.

## Diagnosi

### Classificazione
Il carcinoma nasofaringeo, comunemente noto come carcinoma rinofaringeo, è classificato come neoplasia maligna, o cancro, derivante dall'epitelio mucoso del rinofaringe, il più delle volte all'interno dell'incavo nasofaringeo laterale o fossa di Rosenmüller (una rientranza dietro l'apertura della tromba di Eustachio). L'Organizzazione Mondiale della Sanità classifica il carcinoma nasofaringeo in tre tipi. Il tipo 1 (I) è un carcinoma a cellule squamose cheratinizzante. Il tipo 2a (II) è un carcinoma a cellule squamose non cheratinizzanti. Il tipo 2b (III) è un carcinoma indifferenziato. La forma indifferenziata di tipo 2b (III) non cheratinizzante nota anche come linfoepitelioma è la più comune ed è maggiormente associata all'infezione da virus di Epstein-Barr delle cellule cancerose.

### Stadiazione

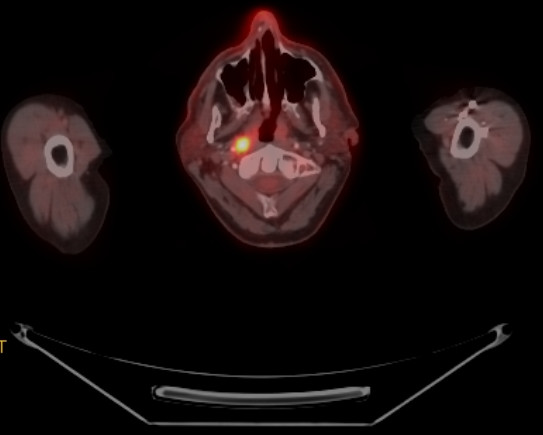
Scansione FDG-PET / TAC di un paziente con carcinoma rinofaringeo.

La stadiazione del carcinoma nasofaringeo si basa sull'esame clinico e radiologico. La maggior parte dei pazienti presenta malattia allo stadio III o IV.
Lo stadio I è un piccolo tumore confinato nel rinofaringe.
Lo stadio II è un tumore che si estende all'area locale, o che presenta evidenze di una limitata malattia del collo (nodale).
Lo stadio III è un tumore di grandi dimensioni con o senza malattia del collo o un tumore con malattia del collo bilaterale.
Lo stadio IV è un tumore di grandi dimensioni che coinvolge regioni intracraniche o infratemporali, una estesa malattia del collo e/o qualsiasi metastasi a distanza. 

Tumore nasofaringeo stadio T1
Tumore nasofaringeo stadio T2
Tumore nasofaringeo stadio T3
Tumore nasofaringeo stadio T4

## Trattamento
Gli NPC possono essere trattati con la chirurgia, con la chemioterapia o con la radioterapia. Esistono diverse forme di radioterapia, tra cui la radioterapia conformazionale 3D, la radioterapia ad intensità modulata, la terapia con fascio di particelle e la brachiterapia, che sono comunemente usate nei trattamenti dei tumori della testa e del collo. L'espressione delle proteine latenti dell'Epstein-Barr all'interno del carcinoma nasofaringeo indifferenziato può essere potenzialmente sfruttata per terapie basate sul sistema immunitario.

## Epidemiologia
A partire dal 2010, NPC ha provocato 65 000 decessi a livello globale. Erano 45 000 nel 1990.
L'NPC è raro negli Stati Uniti e nella maggior parte delle altre nazioni, rappresentando meno di 1 caso ogni 100 000 nella maggior parte delle popolazioni ma è estremamente comune nelle regioni meridionali della Cina, particolare nel Guangdong, rappresentando il 18% di tutti i tumori in Cina. A volte viene definito cancro del cantonese (广东 癌) perché si verifica in circa 25 casi ogni 100 000 persone in questa regione, con una casistica 25 volte più alta rispetto al resto del mondo. È anche abbastanza comune a Taiwan. Ciò potrebbe essere dovuto alla dieta tipica del sud-est asiatico o al fatto che i cinesi del Sud abbiano antenati del sud-est asiatico (come i popoli di lingua proto-Kra-Dai e proto-austronesiani). Si ipotizza che attraverso antichi matrimoni con il gruppo etnico Han Chinese proveniente dall'Asia nord-orientale abbia portato alla trasmissione di un rischio genetico per il cancro del rinofaringe. Mentre gli NPC sono riscontrati soprattutto in persone di mezza età in Asia, un'alta percentuale compare nei bambini nei casi africani. La causa dell'aumentato del rischio di NPC in queste regioni endemiche non è chiara. Nelle popolazioni a basso rischio, come negli Stati Uniti, si osserva un picco bimodale. Il primo picco si verifica nella tarda adolescenza / prima età adulta (età 15-24 anni), seguito da un secondo picco nella vita adulta (età 65-79 anni).